# M61 (astronomia)
M 61 (conosciuta anche con il nome di NGC 4303) è una grande galassia a spirale intermedia situata nell'Ammasso della Vergine e visibile nell'omonima costellazione. Fu scoperta da Barnaba Oriani il 5 maggio del 1779.

## Osservazione

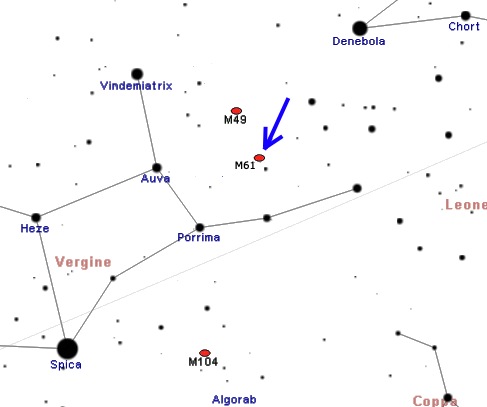
Mappa per individuare M61.

M61 si trova in una regione di cielo molto povera di stelle brillanti, pertanto per la sua individuazione occorre seguire una serie di concentrazioni di stelle o disporre di una carta celeste moderatamente dettagliata. Al binocolo 10x50 o 11x80 è quasi invisibile e si mostra come una macchia molto sfuggente; gli strumenti che consentono di osservare dettagli maggiori sono quelli superiori ai 140mm di apertura, in cui appare come una chiazza il cui alone si estende per 5' di diametro, con un nucleo piccolo e luminoso posto esattamente al centro. Ad un'osservazione approfondita si nota che la sua forma non è perfettamente circolare ma appare allungata leggermente in senso nordest-sudovest, con alcuni chiaroscuri sull'alone che lo rendono irregolare.
M61 può essere osservata con facilità da entrambi gli emisferi terrestri e da tutte le aree abitate della Terra, grazie al fatto che la sua declinazione non è eccessivamente settentrionale; dalle regioni boreali è maggiormente osservabile e si presenta estremamente alto nel cielo nelle notti di primavera, mentre dall'emisfero australe appare mediamente più basso, ad eccezione delle aree prossime all'equatore. Il periodo migliore per la sua osservazione nel cielo boreale è quello compreso fra marzo e luglio.

## Storia delle osservazioni
Charles Messier descrive questa galassia come una nebulosa debolissima e difficile da distinguere; inizialmente confusa con una cometa, nel 1769, si rese poi conto dell'errore, inserendola nel suo catalogo di oggetti non stellari e non cometari; poco prima del Messier, quest'oggetto era stato indipendentemente scoperto da Barnaba Oriani di Milano, che l'aveva descritta come una nube dall'aspetto simile a una cometa proprio mentre cercava, come il Messier, di osservare la cometa di quell'anno. Per William Herschel, che la osservò con un telescopio molto più potente di quello del Messier, quest'oggetto era molto brillante. Altri seguirono nell'osservazione, come Lord Rosse e l'ammiraglio Smyth.

## Caratteristiche
M61 si trova a 60 milioni di anni luce e con il suo diametro di circa 100.000 anni luce (simile a quello della Via Lattea) è uno dei più grandi membri dell'ammasso della Vergine. Particolarità di questa galassia è la struttura dei suoi bracci: essi mostrano diversi improvvisi cambi di direzione, dei veri e propri angoli che danno ad M61 un aspetto quasi poligonale. La sua massa è stata stimata in 50 miliardi di masse solari almeno e la sua magnitudine assoluta, rapportandola a quella apparente di 9,7, sarebbe pari a -21,2. Il moto proprio della galassia tende a farla allontanare da noi alla velocità di 1464 km/s, similmente a tutto l'Ammasso della Vergine, a cui appartiene.
In questa galassia sono state osservate 8 supernove: SN 1926A, SN 1961I, SN 1964F, SN 1999gn, SN 2006ov, SN 2008in, SN 2014dt e SN 2020jfo. .

### Libri
- (EN) Stephen James O'Meara, Deep Sky Companions: The Messier Objects, Cambridge University Press, 1998, ISBN 0-521-55332-6.

### Carte celesti
- Toshimi Taki, Taki's 8.5 Magnitude Star Atlas, su geocities.jp, 2005. URL consultato il 7 novembre 2010 (archiviato dall'url originale il 5 novembre 2018). - Atlante celeste liberamente scaricabile in formato PDF.
- Tirion, Rappaport, Lovi, Uranometria 2000.0 - Volume I - The Northern Hemisphere to -6°, Richmond, Virginia, USA, Willmann-Bell, inc., 1987, ISBN 0-943396-14-X.
- Tirion, Sinnott, Sky Atlas 2000.0 - Second Edition, Cambridge, USA, Cambridge University Press, 1998, ISBN 0-933346-90-5.
- Tirion, The Cambridge Star Atlas 2000.0, 3ª ed., Cambridge, USA, Cambridge University Press, 2001, ISBN 0-521-80084-6.